# Ghiacciaio Wulfila

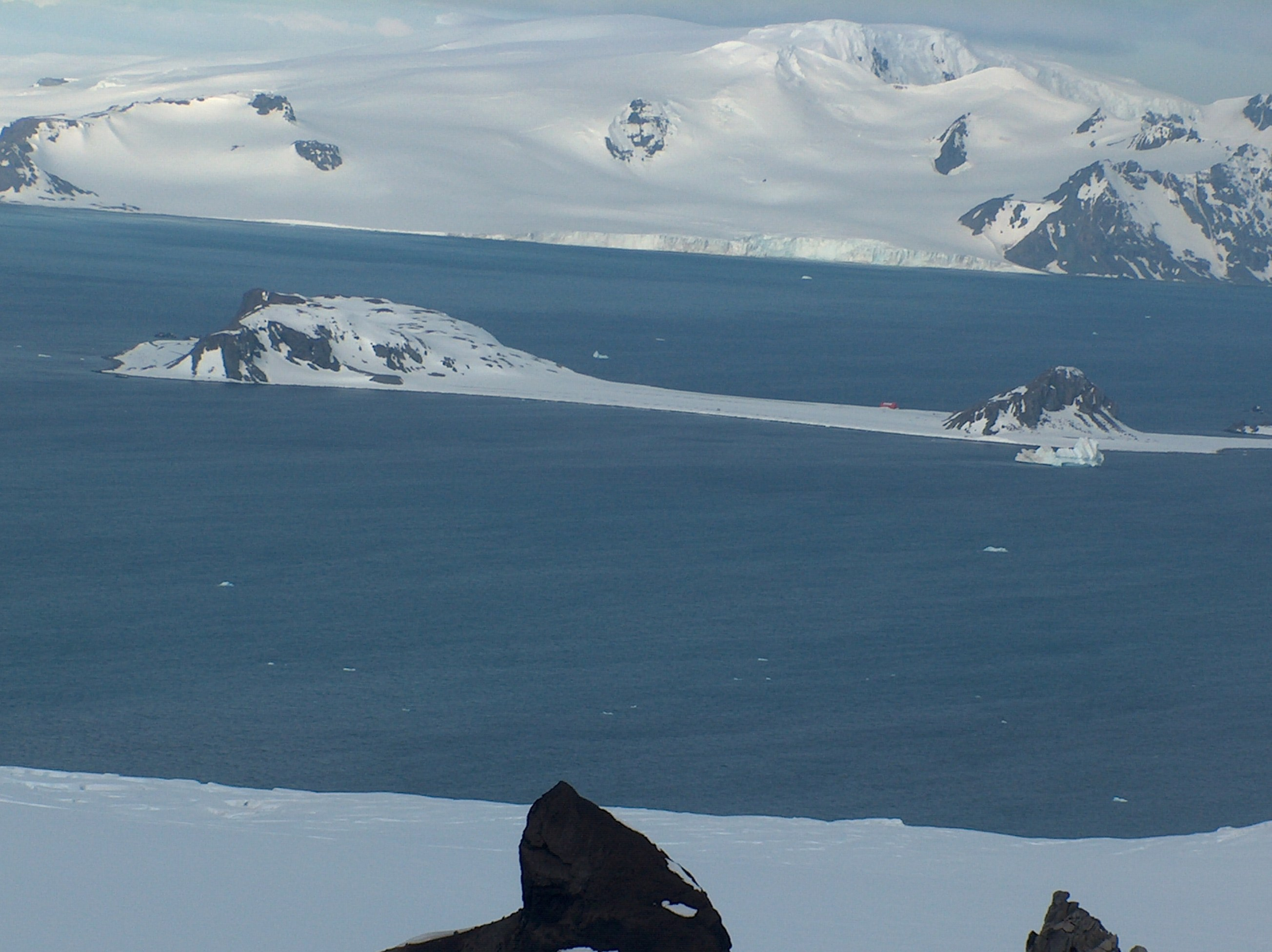
Il ghiacciaio Wulfila, sullo sfondo, visto dall'area del picco Ravda, sull'isola Livingston.

Il ghiacciaio Wulfila è un ghiacciaio lungo circa 3,0 km e largo circa 2,0, situato sull'isola Greenwich, nelle isole Shetland Meridionali, un arcipelago antartico situato poco a nord della Penisola Antartica. Il ghiacciaio si trova in particolare sulla costa sud-orientale dell'isola, dove fluisce verso sud-ovest a partire dal versante sud-occidentale del picco Nevlya e del nunatak Salash, fino a entrare nella cala Doris, tra la scogliera Ephraim e la base dell'Uncino Provadiya, sulla costa dello stretto di McFarlane.

## Storia
In seguito alla spedizione Tangra 2004/05, il ghiacciaio Wulfila è stato così battezzato nel 2005 dalla commissione bulgara per i toponimi antartici in onore di Wulfila, un vescovo ariano e missionario goto del IV secolo.